# 山形連隊区
山形連隊区（やまがたれんたいく）は、大日本帝国陸軍の連隊区の一つ。前身は山形大隊区である。山形県全域の徴兵・召集等兵事事務を取り扱った。実務は山形連隊区司令部が執行した。1945年（昭和20年）、同域に山形地区司令部が設けられ、地域防衛体制を担任した。

## 沿革
1888年（明治21年）5月14日、大隊区司令部条例（明治21年勅令第29号）によって山形大隊区が設けられ、陸軍管区表（明治21年勅令第32号）により山形県全域が管轄区域に定められた。第2師管第4旅管に属した。
1896年（明治29年）4月1日、秋田大隊区は連隊区司令部条例（明治29年勅令第56号）によって連隊区に改組され、旅管が廃止となり第8師管に属した。管轄区域は引続き山形県全域で、その廃止まで変更されなかった。1898年10月11日、司令部は山形市香澄町字桜小路に移転した。
1903年（明治36年）2月14日、改正された「陸軍管区表」（明治36年勅令第13号）が公布となり、再び旅管が採用され連隊区は第8師管第16旅管に属した。
日本陸軍の内地19個師団体制に対応するため陸軍管区表が改正（明治40年9月17日軍令陸第3号）となり、1907年（明治40年）10月1日、管轄区域の大幅な変更が実施された。山形連隊区はその区域に変更はなかったが、所属が第2師管第25旅管となった。
1925年（大正14年）4月6日、日本陸軍の第三次軍備整理に伴い陸軍管区表が改正（大正14年軍令陸第2号）され、同年5月1日、旅管は廃され、再び第8師管に属した。
1940年（昭和15年）8月1日、山形連隊区は北部軍管区弘前師管に属することとなった。ただし、北部軍管区を管轄とする北部軍司令部が設置される同年12月2日まで、弘前師管は東部軍管区に属した。1944年（昭和19年）3月25日、弘前師管は東部軍管区に所属を変更した。1945年2月11日、山形連隊区は東北軍管区仙台師管に所属が変更された。同年には作戦と軍政の分離が進められ、軍管区・師管区に司令部が設けられたのに伴い、同年3月24日、連隊区の同域に地区司令部が設けられた。地区司令部の司令官以下要員は連隊区司令部人員の兼任である。同年4月1日、仙台師管は仙台師管区と改称された。

## 司令官
山形大隊区
- （心得）柴田忠雄 歩兵大尉：1888年5月14日 -

山形連隊区
- 加藤経高 後備歩兵少佐：1899年9月1日 - 1902年9月30日
- 尾上貞固 歩兵中佐：1902年9月30日 -
- 橋本秀則 歩兵中佐：1906年2月14日 -
- 白川健次郎 歩兵中佐：不詳 - 1908年12月21日
- 矢部利次 歩兵中佐：1908年12月21日 - 1912年9月28日
- 大立目小一郎 歩兵中佐：1912年9月28日 - 1915年8月10日
- 吉田勝三郎 歩兵中佐：1915年8月10日 - 1917年8月6日
- 江田敬三郎 歩兵中佐：1917年8月6日 -
- 速水約蔵 歩兵大佐：不詳 - 1923年8月6日[10]
- 上野西郎 歩兵大佐：1923年8月6日[10] -
- 近藤清 歩兵大佐：1929年8月1日[11] -
- 田辺松太郎 歩兵大佐：1931年8月1日 - 1933年3月18日[12]
- 青山清 大佐：1944年1月27日 - 1945年3月31日[13]

山形連隊区兼山形地区司令官
- 南雲親一郎 予備役陸軍少将：1945年3月31日[14] -